# Rodica Arba
Rodica Arba-Puşcatu, romunska veslačica, * 5. maj 1962 .
Rodica Arba je za Romunijo osvojila zlato olimpijsko medaljo na Poletnih olimpijskih igrah 1984 v Los Angelesu in leta 1988 v Seulu kot članica romunskega dvojca brez krmarja ter srebrno in bronasto medaljo na igrah 1988 v Seulu in 1980 v Moskvi kot članica romunskega osmerca.